# Стивън Мойър
Стивън Мойър (на английски: Stephen Moyer) е английски театрален, телевизионен и филмов актьор, носител на награди „Сатурн“ и „Сателит“. Той е най-добре познат с ролята си на Бил Комптън в сериала „Истинска кръв“.

## Биография
Стивън Мойър е роден на 11 октомври 1969 г. в Брентуд, Есекс. През 1988 г. завършва Лондонската академия за музикално и драматично изкуство. През следващите пет години работи в Националния театър на Уелс и с Кралската Шекспирова трупа, а след това започва да играе в различни британски телевизионни продукции.
През 2010 г. Стивън сключва брак с новозеландска актриса Ана Пакуин. Те имат близнаци – син на име Чарли и дъщеря на име Попи (р. 2012). Семейството им живее във Венис, Лос Анджелис.

## Частична филмография
Кино
- 2000 – „Историята на маркиз дьо Сад“ (Quills)
- 2005 – „Неразкрити таланти“ (Undiscovered)
- 2007 – „88 минути“ (88 Minutes)
- 2011 – „Свещеник“ (Priest)

Телевизия
- 2001 – „Принцесата на крадците“ (Princess of Thieves)
- 2008 – 2014 – „Истинска кръв“ (True Blood)

## Награди и номинации
| Година | Продукция       | Награда                                         | Резултат  |
| ------ | --------------- | ----------------------------------------------- | --------- |
| 2009   | „Истинска кръв“ | Сателит за най-добър актьорски състав в сериал  | награда   |
| 2010   | „Истинска кръв“ | Сателит за най-добър актьор в драматичен сериал | номинация |
| 2010   | „Истинска кръв“ | Сатурн за най-добър телевизионен актьор         | номинация |
| 2011   | „Истинска кръв“ | Сатурн за най-добър телевизионен актьор         | награда   |